# Etnogeneza Makedonaca
Oblast Makedonija dobila je ime po Makedoncima (starije ime: Maketi).  Politička simbioza Makedonaca i Helena južno od Olimpa pod Filipom II. Makedonskim osnova je od koje je Aleksandar Veliki stvorio imperiju od Balkana, Egipta i Bliskog Istoka u 4. stoljeću pr. Kr.
Rimskom okupacijom u 2. stoljeću pr. Kr. dolazi do utjecaja latinske kulture i jezika utemeljene rimskom državnom organizacijom i kolonizacijom. Od vremena primanja kršćanstva do podjele Rimskog Carstva na Zapadno i Istočno (1. – 4. stoljeće n.e.) središnji i južni dio Geografske Makedonije u suvremenom smislu pripada grčkom jeziku i etnicitetu, dok na sjeveru prevladava vulgarni latinski. Geografsku Makedoniju u 6. i 7. stoljeću pr. Kr. naseljavaju slavenska plemena (Dragoviti, Velegeziti, Sagudati i drugi) a nakon njih uskoro i (Protobugari) vjerojatno iza 680, nakon što su prešli Dunav. 
Uspostavljanjem Bugarske vlasti nad Slavenima Makedonije dolazi do stvaranja etnološkog začetka bugarskog naroda slavenskog govora za koji se smatra da je bio oformljen najkasnije do 11. stoljeća. Od 1230. Makedonija je pod vlašću Bugara a od 1334. ovlada njome srpski car Dušan Stefan čime dolazi do kolonizacije Srba što se najviše osjeća u Pologu, Skopskom kraju, Poreču, Ovčem Polju, a djelomično i oko Prilepa i Seresa.
Padom Geografske Makedonije pod otomansku vlast poslije srpskih poraza na Marici (1371.), Kosovu polju (1389.) i padom Skoplja (1392.) dolazi do djelomične emigracije Srba ka Sjeveru i kolonizacije Turaka i drugih naroda islamske vjere i orijentalizacija kulture koja se odrazila na bit lokalnih Slavena. Srpska i bugarska kultura su kroz stoljeća turske vlasti konvergirali u različnim mjerama ka Cvijićevom "Centralnom Tipu" kod koga je izbledjela nacionalna svijest i pojačala se identifikacija s pravoslavnom vjerom. Jedan dio gradske i obrazovanije klase aromanskog i slavenskog podrijetla, uglavnom u južnoj Makedoniji u kojoj je živjela etnički grčka populacija smatrao se Grcima. U ranom 19. stoljeću dolazi do preporoda Bugara u Makedoniji koja je protekla iz sredina kao Veles, Ohrid, Bitolj, Prilep, Solun i koja se u izvjesnoj mjeri oslanjala na podršku iz Rusije. Bugarski intelektualci ove epohe su Pavel Božigrobski, Rajko Žinzifov, Kuzman Šapkarev (1834. – 1909.), Braća Miladinovi, Grigor Prličev, Jordan Hadžikonstantinov-Džinot (koji je imao fazu srpskog rodoljublja). U periodu prije Berlinskog Kongresa 1878. i poslije propasti projekta "Sanstefanska Bugarska" iste godine jača bugarski nacionalizam unutar Geografske Makedonije, a javlja se i buđenje kod Srba u njenom sjevernom dijelu koji je u znatnoj mjeri pomognut mjerama srpske vlade. U jeku sukoba bugarske VMRO i srpskih oružanih formacija kao i prosvjetno-propagandne djelatnosti Srbije i Bugarske, nerijetki su primjeri konvertitstva pojedinaca i pojedinih oblasti unutar Vardarske Makedonije.
Podjelom Geografske Makedonije 1913. godine na egejski dio (Grčka), vardarski dio (Srbija), pirinski (Bugarska) pri čemu su manji krajevi pripali Albaniji sve nabrojane države uspostavljaju dominaciju svog matičnog etniciteta raznim mjerama, pri čemu je najmanji problem imala Bugarska, zbog etničke homogenosti Pirinske Makedonije. U Vardarskoj Makedoniji nametnuto je izjašnavanje svog slavenskog stanovništva za Srbe što je prihvaćeno samo kod dijela stanovništva u sjevernom dijelu, dok je u ostalim, a posebno u istočnim dijelovima djelovao snažan bugarski iredentizam. U Drugom svjetskom ratu bugarska vlast je dočekana s oduševljenjem, koje je djelomično splasnulo uvođenjem nekih ekonomskih i političkih mjera okarakteriziranih od komunističke makedonske historiografije kao profiterskih i represivnih. Komunistički partizanski pokret je bio veoma slab i neomiljen kod šireg stanovništva, a na intenzitetu dobiva tek pred sam kraj rata. Srpski četnički pokret manjeg obujma postojao je u okolini Bitolja, Poreča, Kumanova i naročito Skopske Crne Gore.
Po 1944. odlukom Antifašističkog Sobranja Narodnooslobodilačke borbe Makedonije (ASNOM), suglasno odlukama i uputstvima Kominterne iz 1930-tih, kao i ideja manjeg broja neutjecajnih intelektualaca iz Geografske Makedonije i inozemstva koje su bile u opticaju nekoliko desetljeća unazad, položeni su temelji makedonskog naroda, pri čemu je izvršena kodifikacija makedonskog književnog jezika uglavnom na osnovi govora u trouglu Bitolj-Prilep-Veles i stvoreno je makedonsko ćirilično pismo. Snažnim i temeljnim mjerama propagande, prosvjete, školstva i izgradnje osnovnih nacionalnih institucija stvoren je makedonski etnički identitet, različit od bugarskog i srpskog. Masovno, ali ne i potpuno, uveden je patronimički sufiks -ski (ž.rod: -ska), do tada rijetko zastupljen. Uz ispomoć od strane drugih jugoslavenskih centara i znanstvenika kao i komunističkih i liberalnih stranih akademika stvoren je makedonski informativno-kulturni prostor na svim vrstama medija koji je promoviran tokom cijele epohe komunističke Jugoslavije. Od 1980-tih pa preko raspada SFRJ makedonski nacionalizam se češće oslanja na državno-etnički kontinuitet od antičkih Makedonaca preko Samuilovog Carstva pa sve do suvremenosti. Javljaju se i težnje ka povijesnom revizionizmu koje traže sagledavanje povijesti Slavena u Geografskoj Makedoniji u okviru bugarskog etnosa i bugarske nacionalne povijesti.